# Albert Van Pottelbergh
Albert Frederik Frans Van Pottelbergh (Aalst, 18 mei 1900 - 11 december 1952) was een Vlaams politicus voor de CVP.
Van Pottelbergh was provincieraadslid van 1944 tot 1952 en gedeputeerde van 27 februari 1946 tot aan zijn dood op 11 december 1952 voor het kiesdistrict Zottegem in de provincie Oost-Vlaanderen.
Hij werd in de deputatie opgevolgd door William Veleysen.